# Disulfuro de tungsteno
El disulfuro de tungsteno (fórmula química: WS2) es un compuesto químico inorgánico que se compone de tungsteno y azufre. Forma parte del grupo de materiales denominados dicalcogenuros de metales de transición. Se encuentra de forma natural en la tungstenita,  un mineral raro. El disulfuro de tungsteno es un componente de ciertos catalizadores usados en hidrodesulfuración e hidrodesnitrificación.
El WS 2 adopta una estructura en capas similar (o isotípica) a la del MoS2 (disulfuro de molibdeno) en la que los átomos de tungsteno (W) se sitúan en esfera de coordinación prismática trigonal. Debido a ella, el disulfuro de tungsteno forma nanotubos inorǵanicos, descubiertos en 1992 al calentar una muestra delgada de WS2.